# لایه رسانای گرمایشی

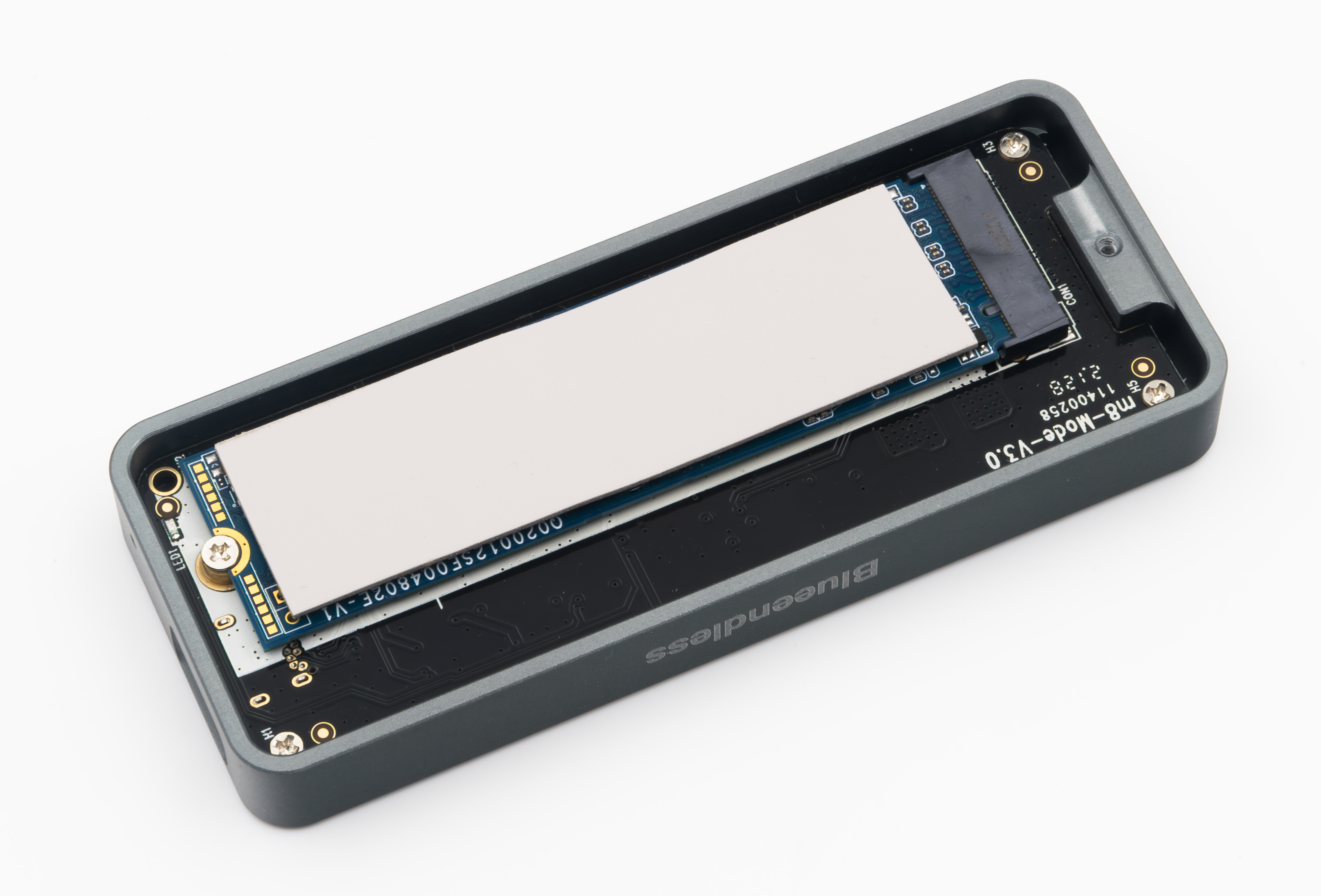
لایه رسانای گرمایشی روی یک حافظه SSD M.2

لایه رسانای گرمایشی یا پد رسانای حرارتی (به انگلیسی: Thermally conductive pad) در محاسبات و الکترونیک، مستطیل‌های از پیش ساخته شده‌ای از مواد جامد (اغلب موم پارافین یا سیلیکون) هستند که معمولاً در بخش زیرین هیت سینک‌ها یافت می‌شوند تا به رسانش گرمایی از هیت سینک کمک کنند. آنها بین قطعه‌ای که نیاز دارد تا خنک شود (مانند CPU یا تراشه‌های دیگر) و هیت سینک (معمولاً از آلومینیوم یا مس ساخته می‌شود) قرار می‌گیرند. وقتی یک هیت‌سینک به یک قطعه (مانند یک پردازنده) چسبانده می‌شود، نیاز به برقراری رسانش گرمایی کارآمد دارد. با این حال، حتی سطوح به نظر مسطح ممکن است دارای ناهمواری‌های میکروسکوپی باشند که هوا را در خود نگه می‌دارند. لایه‌های رسانای حرارتی این فضاها را پر می‌کنند و تبادل حرارتی بهتر بین قطعه داغ شده و هیت سینک می‌شوند. این لایه‌ها در دمای اتاق نسبتاً سفت هستند، اما در دماهای بالاتر نرم می‌شوند تا به ناهمواری‌ها را پر کنند.
اگرچه لایه‌های گرمایشی تمیزتر و دارای نصب آسان‌تری هستند (که به همین دلیل AMD و Intel آنها را در برخی از هیت‌سینک‌های چیپ‌ها به کار بردند)، اما به نسبت مقدار کمی خمیر. خمیر رسانای گرمایی رسانش گرمایشی گرمایش کمتری را انتقال می‌دهند.